# 鈴木聞多
鈴木 聞多（すずき ぶんた、1913年4月1日 - 1939年7月10日）は、日本の陸上競技（短距離走）選手。

## 生涯
埼玉県比企郡三保谷村（現在の川島町）に生まれる。父は同村の村長も務めた鈴木庸三で、三人兄弟の末っ子。鈴木家は江戸時代には名主を務めた家で、生家（鈴木家住宅）は国登録有形文化財となっている。
1926年（大正15年）4月、旧制埼玉県立川越中学校（現在の埼玉県立川越高等学校）に入学し、陸上競技に取り組む。旧制中学5年次の1930年（昭和5年）、第16回全国中学校陸上競技選手権大会（インターハイの前身。神戸）に出場、100m（11秒7）と200m（22秒7）で優勝。
1931年（昭和6年）4月、旧制川越中学から慶應義塾大学予科に進学。1933年（昭和8年）には日本陸上競技選手権大会の男子200mで優勝（22秒3）。
1934年（昭和9年）、予科から慶應義塾大学法学部政治学科に進学。1934年の第10回極東選手権大会（マニラ）に出場、200m決勝で3位入賞（5位とも）。同年、第12回早慶対抗陸上競技大会（神宮競技場）の100m走において、10秒6を記録、優勝した。同年には第6回国際学生陸上競技選手権（ブダペスト）で100m準優勝（10秒8）、5ヶ国対抗陸上競技大会（ドイツ）で優勝（10秒6）の記録を残した。
1936年ベルリンオリンピックで日本代表選手となり、男子100メートルと400メートルリレー走に出場。100メートルでは10秒7を記録したが、2次予選4着で予選落ち。400メートルリレー（吉岡隆徳・鈴木聞多・谷口睦生・矢沢正雄）では第2走者鈴木のバトンミスにより失格となった。
大学卒業後、日立製作所に入社するが、1937年（昭和12年）12月に会社を辞め、大日本帝国陸軍に志願兵として入隊。訓練を経て、1939年（昭和14年）に見習士官として中国戦線に出征。歩兵第221連隊に所属した。1939年7月10日、河南省の黄河北岸で戦死した。最終階級は陸軍少尉。26歳没。
オリンピック選手の戦死は戦意高揚に結びつけられ、川島町にある鈴木の墓は当時の荒木貞夫陸軍大臣によって揮毫された。

## 記念
慶應義塾大学の陸上部（慶應義塾体育会競走部）主将時代、「陸上競技に愛を 記録に夢を 練習に心を」という言葉を後輩に語ったという。この言葉は多少の文言を変えつついくつかのスポーツ団体で用いられている。
川越氷川神社には鈴木聞多の顕彰碑がある。